# Hotaru no Nikki
Hotaru no Nikki (ホタルノニッキ?  lit. "luciérnaga Nikki"), estilizado como htoL#NiQ, es un videojuego de 2014 creado por el desarrollador de juegos japonés Nippon Ichi Software para PlayStation Vita y Microsoft Windows. El juego está dirigido y diseñado por Masayuki Furuya.

## Trama
La historia comienza el 31 de diciembre de 9999, cuando una joven amnésica llamada Mion despierta en el fondo de unas ruinas oscuras dentro de un mundo desolado. Siguiendo el deseo de dejar que Mion escape de los escombros y vea el mundo exterior, la luciérnaga Hotaru la lleva en un viaje hacia arriba a través de las ruinas. En su viaje hacia el exterior, encuentra máquinas no tripuladas, vegetación distorsionada y cuerpos de niños muertos.

## Jugabilidad
Dentro del "Mundo de la Luz", el jugador controla una luciérnaga que guía a una chica llamada Mion. Sus movimientos dependen de cómo se mueva la luciérnaga, y el jugador tiene como objetivo guiarla a través de mundos que contienen varios obstáculos. La luciérnaga puede hacer que Mion se mueva o realice una determinada acción. Mientras tanto, en el "Mundo de las Sombras", el jugador puede controlar una luciérnaga de las sombras, que puede eliminar objetos en el escenario del juego desde detrás de las sombras. Si el jugador es atrapado por enemigos que acechan en las sombras de las ruinas, o si el jugador queda atrapado en trampas colocadas a lo largo de los niveles, Mion muere. Si bien Mion no puede atacar físicamente a los enemigos, el jugador puede explotar tácticamente el entorno circundante para destruirlos, por ejemplo, arrojando rocas.
El juego utiliza los controles táctiles de PlayStation Vita, y el jugador controla la luciérnaga con la pantalla táctil frontal y la luciérnaga sombría con el panel táctil trasero. El jugador puede cambiar libremente entre los dos mundos a voluntad y necesitará usar ambos mundos para despejar las etapas. A medida que avanza el juego, el jugador recolecta fragmentos de memoria que revelan fragmentos del pasado de Mion.

## Desarrollo
Según el presidente de Nippon Ichi Software, Sohei Niikawa, el juego es un trabajo de propiedad intelectual completamente nuevo y original, y parte de un nuevo movimiento dentro de la empresa para crear una nueva marca y dirigir la energía creativa hacia la creación de nuevos juegos. El personal principal involucrado en el proyecto estuvo involucrado anteriormente en el desarrollo de la serie de juegos Disgaea. El estilo artístico del juego recuerda a un libro ilustrado y gira en torno a temas como la muerte, la sombra y la luz. El juego cuenta con soporte para PlayStation Vita TV.  Debido al uso frecuente de espantosas escenas de muerte, Hotaru no Nikki recibió una calificación de CERO D (17+) en Japón.
El juego fue localizado por NIS America para su lanzamiento en Norteamérica y Europa, bajo el título htoL#NiQ: The Firefly Diary.

## Lanzamiento
Si bien la versión estándar del juego es un lanzamiento solo digital disponible como compra descargable desde PlayStation Network, Nippon Ichi Software lanzó un lote limitado de juegos de edición especial que contienen copias físicas del juego en cartuchos a través de tiendas minoristas en Japón., que vendió la mayor parte de su envío dentro de la primera semana de lanzamiento, lo que representa una venta total de aproximadamente el 90% de todas las copias de edición limitada. Se lanzó una edición limitada similar en otros territorios y se agotó antes del lanzamiento. Sin embargo, a diferencia de Japón, se produjeron copias físicas para ediciones no limitadas. Ambos lanzamientos estaban disponibles exclusivamente en la tienda en línea de NIS America y se vendieron al por menor por US$29,99 y US$19,99, respectivamente.

## Recepción
Famitsu le dio al juego una puntuación de revisión de 30/40. Hardcore Gamer le dio al juego un 3.5 sobre 5 y dijo: "Los fundamentos para una experiencia increíble están ahí y, sin embargo, htoL#NiQ nunca parece capitalizarlos". HonestGamers luego revisó el puerto de PC en todo el mundo y notó que aunque el esquema de control mejoró enormemente, el juego aún sufrió